# Sabicea proselyta
Sabicea proselyta är en måreväxtart som först beskrevs av Nicolas Hallé, och fick sitt nu gällande namn av Razafim., B.Bremer, Liede och Saleh A.Khan. Sabicea proselyta ingår i släktet Sabicea och familjen måreväxter. Inga underarter finns listade i Catalogue of Life.